# Cantone di Iracoubo
Il cantone di Iracoubo è una divisione amministrativa dell'arrondissement di Caienna, nel dipartimento d'oltremare della Guyana.
È formato dal solo comune di Iracoubo.